# 学校法人東洋学園 (大阪府)
学校法人東洋学園（がっこうほうじんとうようがくえん）は、大阪府大阪市旭区にある学校法人である。東洋学園大学とは無関係。

## 所在地
- 〒535-0013 大阪府大阪市旭区森小路2丁目21番1号

## 運営学校
- 長尾谷高等学校
- 近畿情報高等専修学校
- 東洋学園高等専修学校
- 京都近畿情報高等専修学校
- ユービック情報専門学校
- 東洋きもの専門学校
- 京阪奈社会福祉専門学校（2009年3月31日をもって閉校）
- 東洋Ｆデザイン専門学校（旧称・東洋ファッションデザイン専門学校）（2021年3月31日をもって閉校）